# Agrilus scutellaris
Agrilus scutellaris é uma espécie de inseto do género Agrilus, família Buprestidae, ordem Coleoptera.
Foi descrita cientificamente por Deyrolle, 1864.